# Tutela cautelare
La tutela cautelare, secondo la legge italiana, è uma misura disposta da un giudice a tutela che viene posta ad ogni bene oggetto di un processo, per evitare che quest'ultimo vada a deteriorarsi in attesa del giudicato.

## Generalità
Ogni processo per concludersi necessita di un determinato lasso di tempo, quindi potrebbe verificarsi un deterioramento del bene: chi avrà ragione potrebbe ricevere un bene diminuito rispetto a ciò che gli sarebbe spettato, derivandone così un danno dal punto di vista dell'utilità economica, e ciò non deve avvenire.
Si è così di fronte al problema della custodia del bene nel lasso di tempo intercorrente tra l'inizio e la fine del processo con il passato in giudicato della sentenza; ciò che serve non è un processo esecutivo, ma è necessaria la tutela cautelare, utile a garantire che il tempo per il processo non vada mai a danno della parte che avrà ragione, tutela che si muove su un piano parallelo, non strettamente necessario. La tutela cautelare si caratterizza per quattro requisiti fondamentali: sommarietà della cognizione, contenuto tipico, strumentalità e provvisorietà.

## Presupposti per l'emanazione
Riguardo alla sommarietà della cognizione, il giudice adito per conoscere del possibile deterioramento del bene o del possibile depauperamento del patrimonio deve effettuare una sommaria valutazione sul ragionevole esito del ricorso (Fumus boni iuris - Fondatezza della domanda) e sulla possibilità di danni gravi e irreparabili derivanti dal provvedimento impugnato (Periculum in mora).

## Caratteristiche

### Tipicità
Altro requisito riguarda il contenuto, che dev'essere tipico: il legislatore ha predeterminato i processi cautelari con un numero chiuso di situazioni di pericolo di deterioramento o depauperamento (vedi Art. 700 Codice di procedura civile rubricato Condizioni per la concessione, di notevole importanza, essendo norma di chiusura del sistema). Inoltre si può adire alla tutela cautelare mediante ricorso: se si prova un imminente e irreparabile pericolo, si può ottenere un provvedimento d'urgenza che anticipi gli effetti della sentenza.Nel processo amministrativo, tale impostazione è stata superata con la L.205/2000 che ha modificato l'art.21 8°comma della legge Tar statuendo che la tutela cautelare non si risolve più nella misura tipica della sospensione, ma si attua con misure di contenuto atipico modellate sul caso concreto.

### Strumentalità
Terza caratteristica è quella della strumentalità, che è una conseguenza della sommarietà; esiste una correlazione necessaria con il giudizio di merito: se entro il termine perentorio non è iniziato il giudizio di merito, si perde l'efficacia della misura cautelare.Questo punto è stato recentemente abrogato da una nuova legge per alcuni provvedimenti cautelari. Si parla infatti di procedimenti cautelari a strumentalità attenuata, cioè a effetto immediato senza obbligatorietà di svolgere il giudizio di merito. 

### Provvisorietà
Ultima caratteristica fondamentale riguarda la provvisorietà: la misura è cautelare alla misura del processo, non ha durata illimitata. Nel momento in cui il vincolo di indisponibilità si trasforma in pignoramento, si ha la conversione della misura cautelare in misura esecutiva.